# Masdevallia coccinea
Masdevallia coccinea är en orkidéart som beskrevs av Jean Jules Linden och John Lindley. Masdevallia coccinea ingår i släktet Masdevallia och familjen orkidéer.
Artens utbredningsområde är Colombia. Inga underarter finns listade i Catalogue of Life.

## Bildgalleri

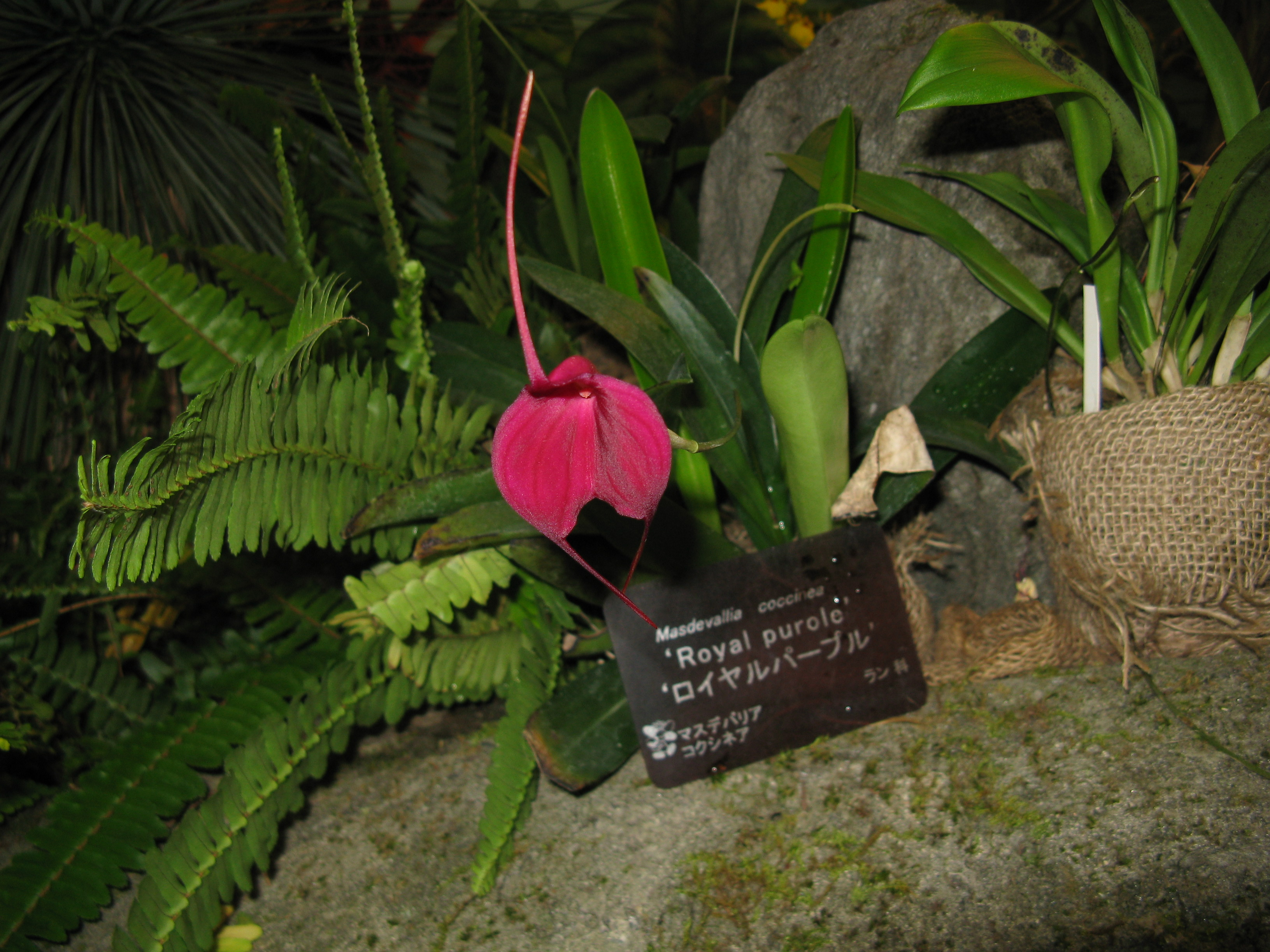
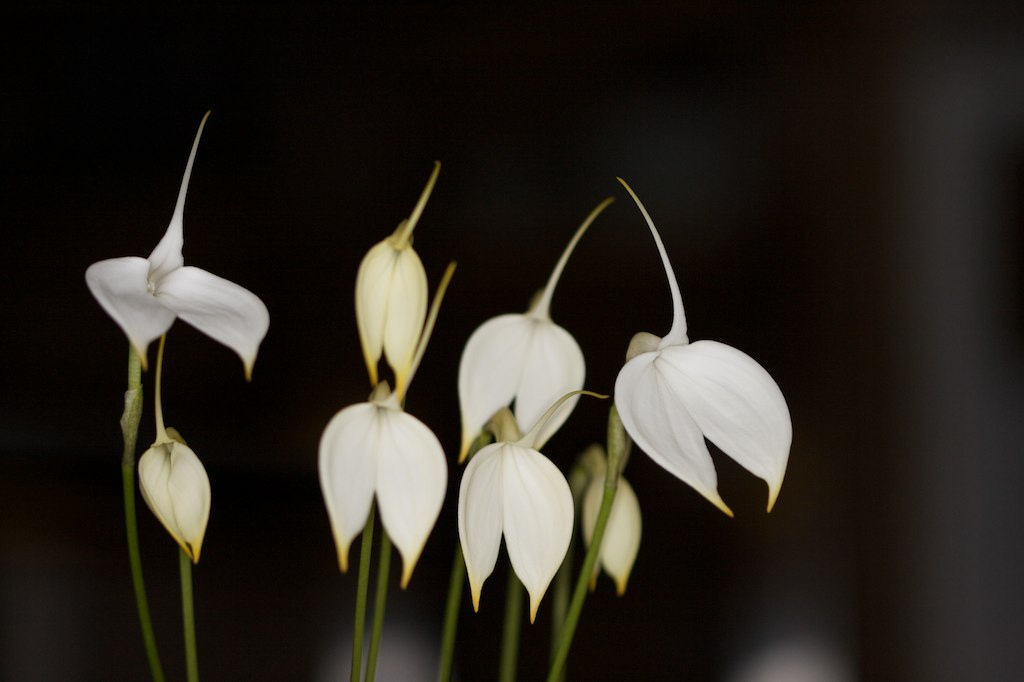
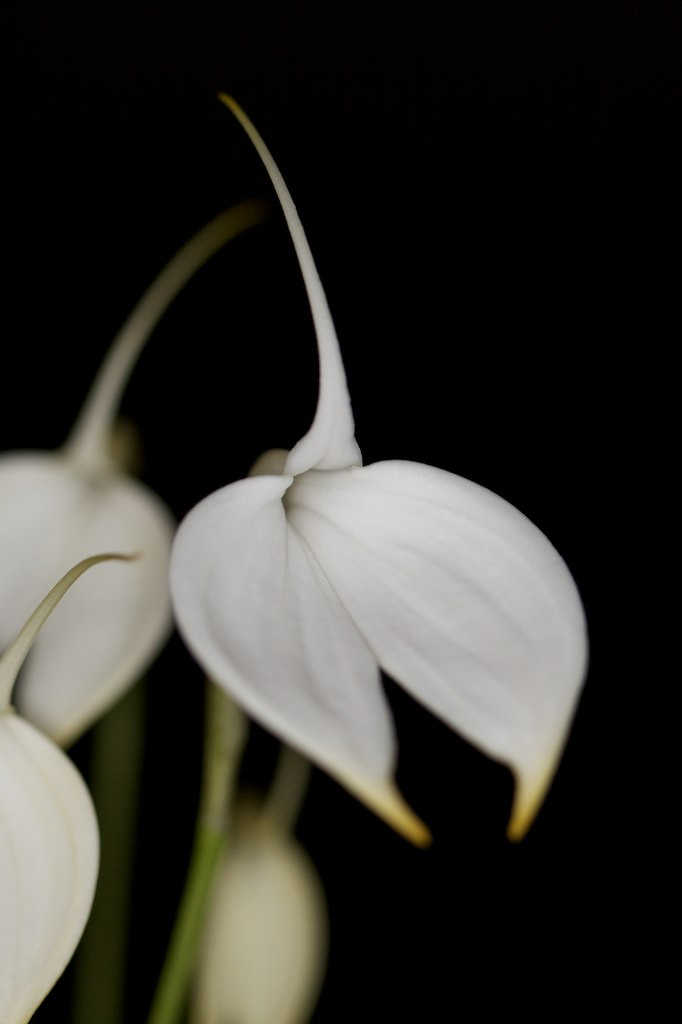
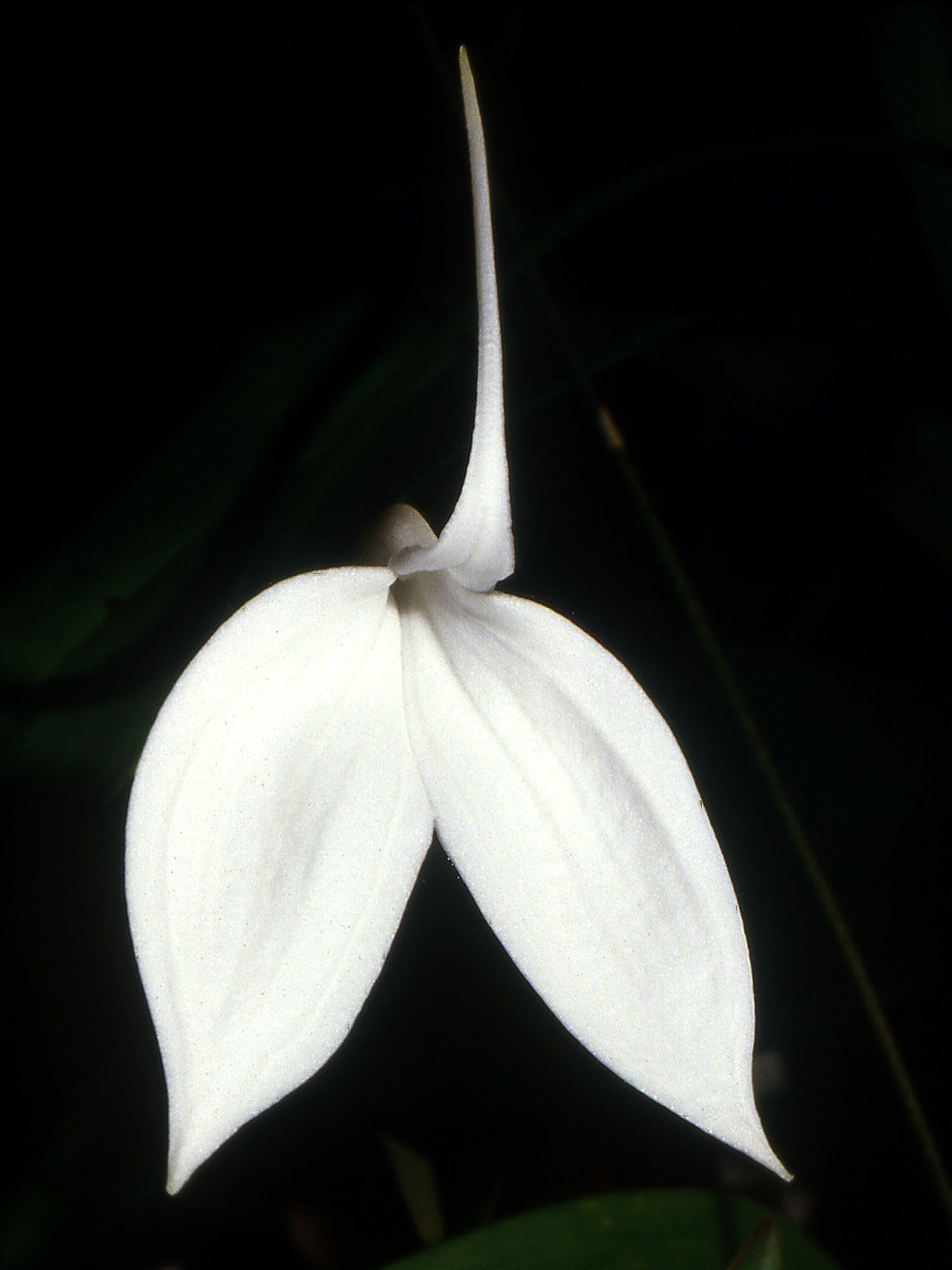
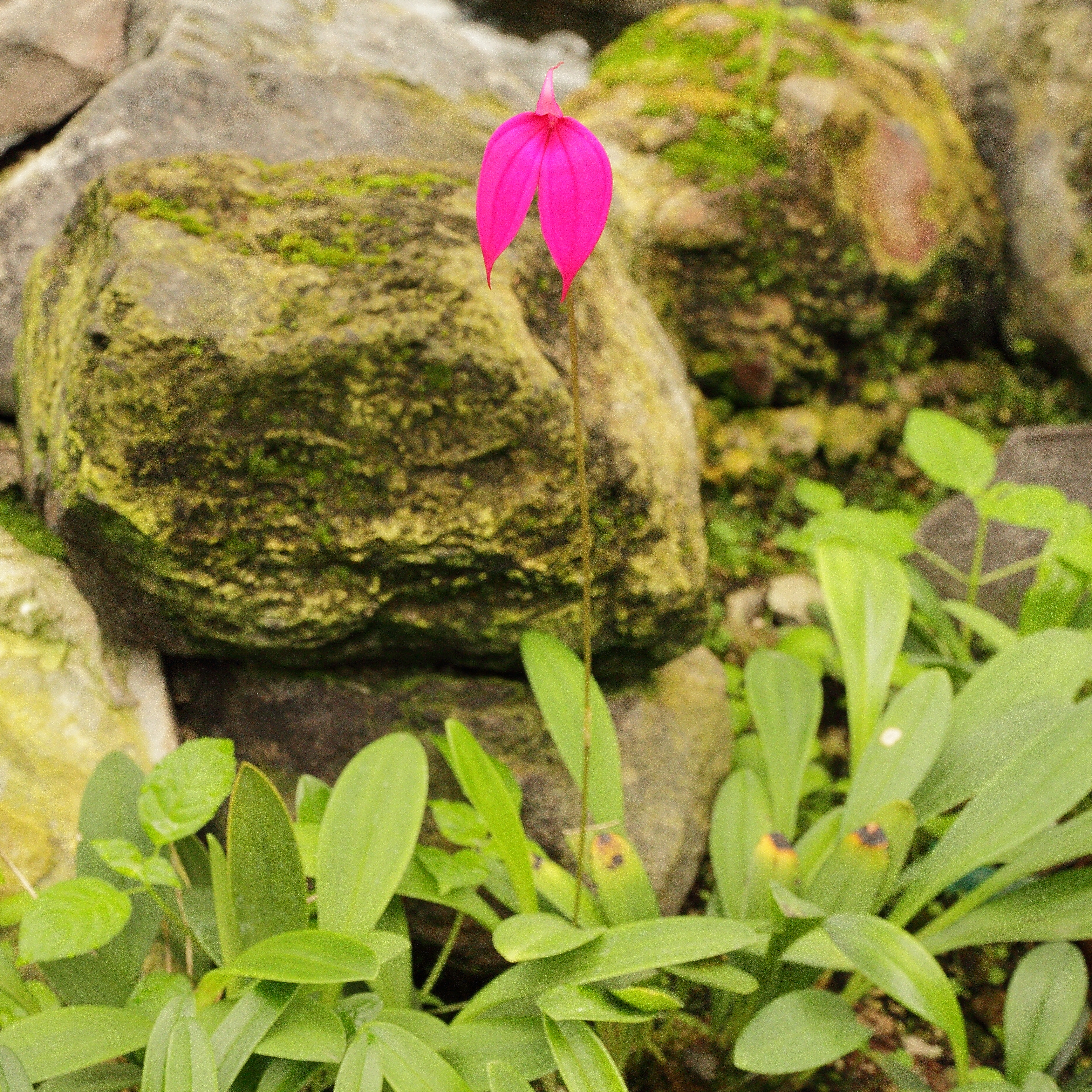
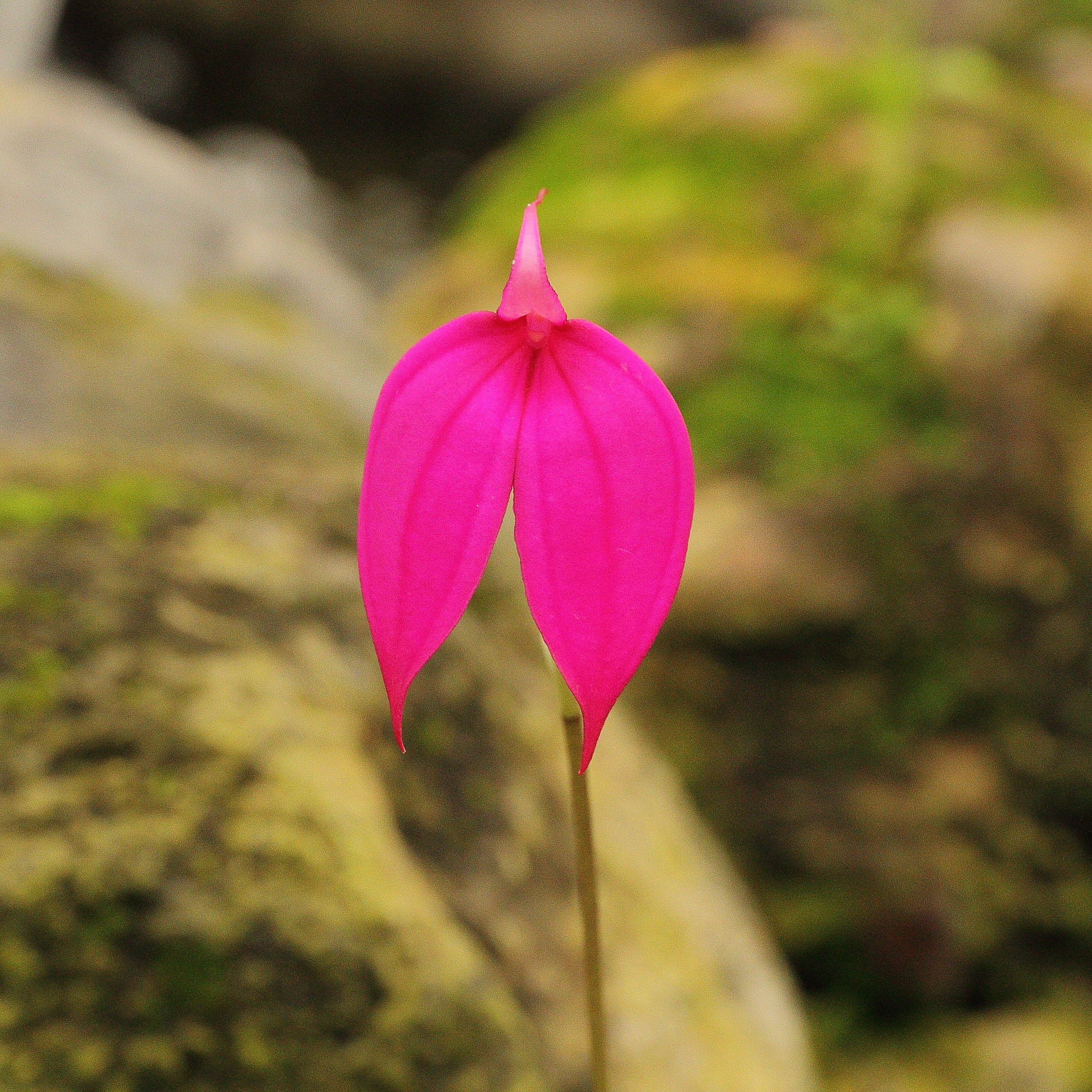